# Tess of the D'Urbervilles (mini-série)
Pour les articles homonymes, voir Tess of the D'Urbervilles.
Tess of the D'Urbervilles est une mini-série britannique en quatre parties de 59 minutes réalisée en 2008 par David Blair pour la BBC, sur un scénario de David Nicholls, adaptation du roman Tess d'Urberville de Thomas Hardy, publié en 1891, et diffusée du 14 septembre au 5 octobre 2008 sur BBC One, puis aux États-Unis en deux parties, les 4 et 11 janvier 2009.
Cette mini-série est inédite dans tous les pays francophones.

## Synopsis
La série raconte l'histoire tragique de Tess Durbeyfield, une jeune paysanne du Wessex, prisonnière du carcan social de la société puritaine anglaise de la fin du XIXe siècle.

## Distribution

### Acteurs principaux
- Gemma Arterton : Tess Durbeyfield : Personnage principal de cette mini-série[2], Tess est une jeune paysanne innocente et naïve dont le père se découvre des origines directes avec une famille noble. Envoyée dans cette famille pour y travailler, Tess connaît le déshonneur par la faute d'Alec D'Urberville[3]. À propos de son rôle, Gemma Arterton déclare : «  »[N 1],[4]. Elle perçoit Tess comme « belle, mais inconsciente de sa beauté. »[N 2],[5].
- Hans Matheson : Alec D'Urberville : Frivole et manipulateur, Alec est le fils aîné des D'Urbervilles. Il va abusivement profiter de Tess Durbeyfield et l'abandonner à son sort de fille-mère[6]. Hans Matheson estime que «  »[N 3],[7]. Il trouve également que l'histoire « citation_francaise »[N 4] and found it surprising how few cinematic versions there were of the tale, because « citation_francaise »[N 5],[8].
- Eddie Redmayne : Angel Clare

### Acteurs secondaires
- Ruth Jones : Joan Durbeyfield
- Ian Puleston-Davies : John Durbeyfield
- Jodie Whittaker : Izz Huett
- Donald Sumpter : Parson Tringham
- Anna Massey : Mrs D'Urbeville
- Christopher Fairbank : Groby
- Jo Woodcock : Liza-Lu Durbeyfield
- Joel Rowbottom : Abraham Durbeyfield
- Steven Robertson : Cuthbert Clare
- Hugh Skinner : Felix Clare
- Laura Elphinstone : Car Darch
- Sara Lloyd-Gregory : Nancy Darch
- Christine Bottomley : Kate
- Emma Stansfield : Mary
- Merelina Kendall : Miss Evans
- Sarah Counsell : Drunken woman

## Épisodes
Le premier épisode est diffusé le 14 septembre 2008 sur la BBC et est suivi par 5,66 millions de téléspectateurs.
Le deuxième épisode est diffusé le 21 septembre 2008 et est suivi par 5,06 millions de téléspectateurs.
Le troisième épisode est diffusé le 28 septembre 2008 et est suivi par 4,94 millions de téléspectateurs.
Le quatrième et dernier épisode est diffusé le 5 octobre 2008 et est suivi par 5,61 millions de téléspectateurs.

### Article annexe
- Tess